# Tricentra euriopis
Tricentra euriopis là một loài bướm đêm trong họ Geometridae.